# Cristóbal Zaragoza
Cristóbal Zaragoza Sellés (Villajoyosa, Alicante, 4 de marzo de 1923-Orba, Alicante 25 de febrero de 1999) fue un escritor español.

## Biografía
Zaragoza nace en Villajoyosa en 1923 en el seno de una familia de clase media. Su padre era capitán de la marina mercante. Estudia el bachiller y se licencia en Filosofía y Letras en la Universidad de Valencia en 1946. Crea en Villajoyosa una academia de enseñanza media y profesional en la que trabaja como director y profesor de letras hasta 1962 en que se establece en Barcelona, donde inicia colaboraciones en la prensa diaria.
Se ocupa también de la crítica literaria en el diario Noticiero Universal y en el Diario de Barcelona a las órdenes de Martín Ferrand. Renuncia, por solidaridad con el director, tras una destitución controvertida. Colabora en revistas y traduce, ("Snobissimo", biografía de "Marcos Redondo", traducciones de los nacientes tratados de sexología, etc.), al tiempo que forma parte de la plantilla que adapta la Gran Enciclopedia Larousse del francés al español (en especial se ocupa de las secciones de arte y deportes).
Activo en los movimientos antifranquistas desde el 68 y en este último año publica su primera novela "El escándalo del silencio". Consciente del vacío existente sobre literatura documental del bando republicano, inicia una breve serie de libros reivindicativos, Los generales del pueblo, Ejército popular y militares de la República, El levantamiento en África, etc. En este sentido su obra Carta de Franco a Vizcaíno Casas, réplica a Y al tercer año resucitó de este último, le abre las puertas a la popularidad, consolidada tras obtener el premio Ateneo de Sevilla en 1975 con la novela Manú.
Sigue publicando sus obras entre las que cabe destacar Generaciones, una larga trilogía sobre la Transición: Generaciones, en 1979. Generaciones 2. Del golpe al cambio, en 1988. Generaciones 3, fábula, en 2013.
En 1981 con su novela Y Dios en la última playa gana el premio Planeta. De esta novela - traducida al ruso con más de 300.000 ejemplares vendidos en la antigua URSS - y más de un millón vendidos en España, aún siguen vendiéndose ejemplares en diversas colecciones. Deja inédita la segunda parte de la misma, así como una biografía de Fiódor Dostoievski. En 1986 gana el Premio Internacional de Novela Plaza con su libro Al fin la libertad, traducida al portugués, al ruso y al alemán. Es coautor con Aranguren, Aleixandre, Alberti, Buero Vallejo, Cela, Miguel Delibes, Gabriel García Márquez, Rulfo, Umbral, Gala, Fernando Savater, entre otros del Libro de la Paz con manúscritos autógrafos.

### Obra principal publicada
- El escándalo del silencio, Planeta, 1968.
- No tuvieron la tierra prometida, Planeta, 1969.
- El cambio de camisa (Paza y Janés) 1970
- Un puño llama a la puerta (29 ediciones), 1971.
- Aves y pájaros domésticos, Bruguera, 1974.
- Manú (Premio Ateneo de Sevilla), Planeta, 1975.
- El descubrimiento del mundo``, Biblioteca RTVE, 1976
- El levantamiento en África, Bruguera, 1977.
- Vivan las cadenas, Bruguera, 1977.
- Los generales del pueblo, Bruguera, 1977.
- Los domingos vacíos, Planeta, 1977.
- Carta de Franco a Vizcaíno Casas, Plaza y Janés, 1978.
- Generaciones 1, Plaza y Janés, 1979.
- Y Dios en la última playa, Premio Planeta, 1981.
- Del color del viento, Planeta, 1982.
- Ejército popular y militares de la República, Planeta, 1982.
- Un muerto en la 105, Plaza y Janés, 1984.
- Acta de defunción. Una reflexión sobre la violencia de los españoles, Planeta, 1985.
- Diálogo con el escritor ausente, Plaza y Janés, 1985.
- Al fin la libertad, Premio Internacional Plaza, 1986.
- El presidente, Plaza y Janés, 1987.
- Generaciones 2, Plaza y Janés, 1988.
- Yo, Juan Prim, Planeta, 1989.
- El libro de la paz, Hispaven, Caracas, Venezuela, 1990.
- Cervantes. Vida y semblanza, Mondadori, 1991.
- Pájaros de cuento, Seuba, 1993.
- El libro del engaño a los ojos, Inst. Alicantino de Cultura Juan Gil-Albert, 2006
- Generaciones 3 Ediciones Carena, 2013

Libro de Oro de los Premios Planeta, más de un millón de ejemplares vendidos de un mismo título.
Sobre la obra de Cristóbal Zaragoza aparecen reseñas entre otros, en: "Narrativa Española" Grandes escritores contemporáneos. "Crónica del siglo XX". "Apéndice del siglo XX". "Literatura de España día a día". "Diccionario de literatura española e hispano americana". Enciclopedia multimedia Salvat. Su obra figura desde 1995 en la Biblioteca Nacional de París. Su obra completa se encuentra en la Red de Bibliotecas del Instituto Cervantes. International authors and writers who's-who, Quién es quién en las letras españolas, y en los principales diccionarios de literatura y enciclopedias generales.
En el año 2003 se crea el Premio Internacional de Novela Cristóbal Zaragoza por parte del Ayuntamiento de Villajoyosa.

## Resumen de sus obras
El escándalo del silencio
Ed. Planeta, 1968
Centrada en la década de los sesenta, El Escándalo del Silencio presenta un conflicto familiar en el seno de un hogar de la alta burguesía española. Conflicto insuperable, en el que la esposa, una espléndida mujer en su madurez, busca, al cabo de los años, el primer amor de su vida.
La novela, escrita por la joven hija de esta mujer, va ganando en intensidad dramática a medida que transcurre la acción hasta convertirse en tragedia. La víctima es la hija única de este matrimonio. Una lúcida y joven escritora que, en vista de que no existe una situación legal capaz de separar a sus padres, consigue unirlos a costa de su sacrificio y del desprecio de la sociedad hipócrita que la rodea y que terminará por segregarla de su seno.
Carta de Franco a Vizcaíno Casas
Ed. Plaza y Janés, 1978
Libre de toda apetencia de poder, el último Jefe del Estado español dirige una extensa carta a Vizcaíno Casas invitándole a la reflexión. Es una carta sincera en la que Franco reconoce sus propios errores y de los de quienes le adularon y le combatieron. En ella se mezclan los recuerdos más vivos de su intimidad, con los remordimientos, la autoacusación con la repulsa a sus leales de antaño y a los camaleones de aquel momento de la política española. Partidarios y detractores hallarán en esta estremecedora misiva abundantes motivos de reflexión sobre nuestra última Historia.
Cervantes, vida y semblanza
Ed. Mondadori, 1991
Esta semblanza de Miguel de Cervantes, además de homenaje al autor del Quijote, pretende llenar un vacío existente en los libros de “vidas”: el de las biografías sobre fuentes documentales y estudios procedentes del campo de la investigación, sin perder su carácter divulgativo. Al autor, le ha movido el propósito de entregar al lector un trabajo digno, asequible, de fácil lectura y realizado a la luz de las últimas investigaciones. Tomando como base las biografías escritas hasta hoy, se intenta acabar con las viejas fábulas arraigadas en la conciencia popular, destruir tópicos y esclarecer rumores que en nada favorecen al más universal de nuestros escritores.
Ejército popular y militares de la República (1936-1939)
Ed. Planeta, 1982
Ejército Popular y Militares de la República (1936-1939) es una objetiva síntesis histórica sobre la formación y los cambios que experimenta el ejército leal al Gobierno republicano desde julio del treinta y seis hasta el final de nuestra guerra civil. Contiene, además, las biografías de los militares más representativos del bando gubernamental, tanto los procedentes de las Milicias Populares (El Campesino, Durruti, Líster, Mera, Modesto, Tagüeña) como los profesionales de carrera (Asensio, Hidalgo de Cisneros, Casado, Miaja, Rojo, Guarner, Pozas, etc.) y los de quienes, de algún modo, alcanzaron cierto protagonismo en los campos de batalla.
El autor no sólo maneja una extensa y seleccionada biografía, sino que deja bien claro el hecho de que si los nombres de Brunete, Belchite, Guadalajara, el Ebro y tantos otros siguen siendo un reguero de sangre en la memoria colectiva, no es menos cierto que en tales nombres se resume la única revolución popular auténtica que se ha producido en el moderno occidente europeo.
Diálogo con el escritor ausente
Ed. Plaza y Janés, 1985
Cuando en una ocasión se le preguntó a Anaïs Nin qué motivo tenía para escribir, contestó “Para crear un mundo diferente.”
En esta novela, el autor se adentra en el mundo del escritor, del escéptico veterano y del ilusionado principiante. Es el mundo de sus frustraciones, de sus manías, de su tremenda soledad y del sufrimiento que comporta el hecho, al parecer banal, de llenar un folio en blanco. Es el hecho de saberse algo distinto a los demás –ni mejor, ni peor-, de saberse tocado por la gracia de un geniecillo burlón, bromista pesado en ocasiones, al que se entrega todo, el tiempo, las ventajas materiales que proporciona la vida, sus menudos goces y caprichos.
Diálogo con el escritor ausente, en cuyas páginas se remansa la ternura y la indulgencia, está escrita en clave de humor. Así lo exige el tema, el infierno del novelista y su efímera gloria, cuando la obra está presidida por la autenticidad, y por la pasión de crear.
Un puño llama a la puerta
Edic. 29, 1971
En esta novela, el autor se adentra en la particular problemática del exiliado político. La narración se desarrolla en la Barcelona de los años 70, con su inconformismo, sus conflictos laborales y sus revueltas estudiantiles. El viejo Valls, un antiguo dirigente socialista, regresa a Barcelona al cabo de treinta años de destierro. Su vida en el hogar pequeño burgués de su hija no le satisface. Cansado de ver en los suyos la imagen de los que con tanta furia había combatido, traicionado al fin, el antiguo luchador, que comprende que ha llegado tarde, toma una decisión sorprendente, no sin antes cargar sobre su conciencia con una duda de sangre y de honor que le atormentará el resto de sus días.
El cambio de camisa
Ed.Plaza y Janés, 1970
El Cambio de Camisa aborda el debatido tema del exiliado de trayectoria política un tanto equívoca, que de nuevo en la patria consigue integrarse. Germán Bataller, enriquecido en el exilio por arte de birlibirloque, pasa a ser la figura central de esta segunda parte de la trilogía, que conforma con Un puño llama a la puerta y No tuvieron la tierra prometida.”Deus ex machina” de la obra es la ambición desmesurada de dinero, que mueve los hilos de las marionetas. Pero junto a este mundo de corrupción, paralelo a él y en cierto modo divergente, está el mundo de los limpios ideales de la juventud inconformista. Ello sirve para trasladar la acción a unos escenarios lejanos: el París del 68, Moscú, entre cuya juventud empieza a apreciarse el fantasma de la escisión, la tragedia íntima de los viejos exiliados de Perpiñán. La hábil pirueta de ciertos sectores más o menos politizados choca contra la autoridad moral de un frente juvenil que también sabe de dudas. Y ésta es la palabra clave: la duda. La búsqueda de la verdad, a través del hombre nuevo, presentido y esperado por unos y, sin embargo, tan temido por otros.
No tuvieron la tierra prometida
Ed. Planeta, 1969
El tiempo y el mar: dos inmensidades. Insertos en ellas –prisioneros más bien-, doce hombres que se empeñan en ser mejores, que luchan para seguir creyendo en la gran mentira de la vida.
No Tuvieron la Tierra Prometida es el gran drama del hombre en toda su dimensión: del ambicioso, del idealista, del pobre de espíritu, del rebelde, del que se dice que está loco porque habla con las gaviotas y en cada nubecita ve un recental… El hombre y su mundo, un mundo intrincado, difícil, entrañable y cruel al mismo tiempo, dramático y rebosante de humor.
Burla burlando, escrita en un estilo desenfadado y recio, la novela supone, a la vez que una profunda lección de humanidad, un maravilloso documento vivo, que retrata minuciosa y objetivamente una sangrante realidad de nuestro tiempo.
¡Vivan las cadenas!
Cistóbal Zaragoza – Ed. Bruguera, 1977
En esta obra, el autor aborda el estudio de los últimos años del absolutismo español, hasta el inicio del conflicto carlista. Es un retrato, basado en fuentes históricas de diverso signo, de ese Borbón más indeseable que “Deseado” que respondió al nombre de Fernando VII; del rey que tras haber pronunciado la famosa frase: “marcharemos francamente, y yo el primero, por la senda constitucional”, defraudó al pueblo que, en su nombre, había infringido a los ejércitos de Napoleón la primera gran derrota.
El levantamiento en África
Ed. Bruguera, 1977
17 de julio de 1936. Romerales, jefe de la guarnición de Melilla, ordena una inspección general de las unidades. Acaba de recibir noticias del Gobierno que apuntan la posibilidad de un levantamiento militar contra la República.
Su acción tuvo consecuencias imprevistas: desencadenó prematuramente el golpe de los oficiales de la U.M.E. (Unión Militar Española). En Marruecos se declara el estado de guerra, y al día siguiente Franco en Canarias y poded en Mallorca se sumaban a la rebelión. Comenzaba la Guerra Civil.
Con su habitual e insobornable imparcialidad, el autor analiza la gestación del levantamiento y los sucesos de aquellos días fatídicos. Sucesos que determinaron el fin de la II República y condicionaros casi medio siglo de la historia reciente de España.
Los generales del pueblo
Ed. Bruguera, 1977
Durante años de la República se habló poco, de los hombres que la defendieron con su lucha o su vida, todavía menos. Con su habitual imparcial y magisterio, el autor aborda la difícil tarea de explicar las actuaciones, las ideas, las virtudes y los defectos de esos hombres –héroes en muchos casos-, proscritos durante tanto tiempo. A través de sus actuaciones militares en los distintos frentes, de sus afinidades políticas, de sus rencillas y de sus afectos, conocemos por fin, a los militares de carrera, y a los líderes del Ejército Popular. Y también, por supuesto, a André Malraux, a George Orwell, a todos los hombres que, desde todos los países, acudieron a defender sus ideales en los campos de batalla de España: los hombres de las Brigadas Internacionales.
Un muerto en la 105
Ed. Plaza y Janés, 1984
En ocasiones, al hojear el periódico por la mañana, la noticia inserta en la primera página nos sobrecoge: en una de las habitaciones de un conocido hotel aparece el cadáver de un adolescente. ¿Suicidio? ¿Asesinato? Al parecer, y según los indicios, el muchacho de la 105 ha pasado la noche con una jovencita, ahora desaparecida, sobre cuya descripción no consiguen ponerse de acuerdo los empleados del establecimiento. Jovencita que, además, perdió la virginidad entre las sábanas en las que ahora yace el cadáver de su presunto amante.
Éste es el arranque de Un muerto en la 105, novela de intriga sin tópico investigador al uso, sin el clásico elenco de sospechosos que tratan de eludir la Ley, buscando cada cual su coartada. Sólo unas dramáticas cintas magnetofónicas y un juez medio chiflado que trata de interpretar el mensaje grabado en ellas por la pareja de adolescentes, son los elementos que maneja el autor para mantener en vilo la atención del lector, hasta el sorprendente final.
En un estilo sencillo, en ocasiones coloquial hasta el desgarramiento, y tras abordar el problema filosófico de la existencia del mundo real, el autor ofrece al lector una intrigante ficción en la que, además, cuestiona con desenfado la técnica formal y el discurso de la llamada “novela negra”.
Manú
Ed. Planeta, 1975 (Premio Ateneo de Sevilla)
“Manú” es una extraordinaria novela de aventuras sobre la vida de un personaje real. Consciente de ello, el autor sacrifica muchas veces la preocupación estilística a la acción. Porque en “Manú” prevalece el ritmo trepidante de una estructura narrativa dinámica, sagazmente colapsada, que arrastra al lector en el torbellino de la peripecia. Esta peripecia, por vivida, adquiere un especial relieve de humanidad.
Si hubiera que situar esta obra del escritor dentro de las clasificaciones al uso de la narrativa, posiblemente encontraríamos su lugar más adecuado en la línea de nuestra picaresca. Manú, el protagonista, convierte en muchos casos el dramatismo en carcajada. Vive a salto de mata como lo hiciera Lázaro o Estebanillo y, como ellos, va desgranando en las páginas de la obra una filosofía muy peculiar extraída de la vida misma.
Todo cuanto antecede daría sin embargo una imagen incolora de esta obra, si no añadiéramos que lo que en realidad le confiere el valor trascendental es el intenso amor a la vida y la confianza que tiene el protagonista en sí mismo aun en las situaciones más apuradas.
Aves y pájaros domésticos
Ed. Bruguera 1974
El autor del presente tratado sobre ornitología doméstica, une, a sus profundos conocimientos sobre la materia, un buen probado oficio de escritor. Estas circunstancias, junto con las numerosas ilustraciones que acompañan el texto, convierten este volumen en una enciclopedia de útil y bello contenido. Estamos, pues, ante un libro singular que, al interés del tema añade una estructura práctica que facilita la lectura y la consulta rápida.
Acta de defunción (una reflexión sobre la violencia de los españoles)
Ed. Planeta, 1985
En el acontecer de nuestra historia más reciente, y según apunta Américo Castro, quizá nuestros grandes errores se ocultan tras la ignorancia del español “acerca de su ser español”. Contribuir a desvelar algunos de los estos errores, “de monstruosas consecuencias”, es el fin último de Acta de defunción, una lúcida reflexión del autor en torno a la violencia desatada entre los españoles de uno y otro bando en la última guerra civil.
Prescindiendo de las muertes producidas en los frentes y en ambas retaguardias, la obra analiza las circunstancias y los porqués de las ejecuciones de algunos de los mejores españoles de la época y lo que se indicó en el acta de defunción, que casi nunca coincidió con la verdad.
Personas relevantes en diversos campos, como lo fueron en el de las letras Maetzu, Loca, Miguel Hernández; como lo fueron en la política Zugazagoitia, Companys, José Antonio Primo de Rivera; como acreditaron por su limpia ejecutoria nacionalista y su sincera religiosidad Blas Infante o Manuel Carrasco i Hormiguera. Los que, en fin, murieron en la cárcel o en el destierro, enfermos de dolor de España: Besteiro, Antonio Machado, Azaña, Prieto y tantos más.
Una ponderada reflexión en torno a la violencia de los españoles sirve de introducción a las biografías de algunos de los personajes inútilmente sacrificados en ambos bandos beligerantes. Cuyo delito sería, quizás la búsqueda de la propia identidad y el bien de quienes, como herederos de los antiguos hispanioli, cayeron asimismo buscando la suya en el más encarnizado enfrentamiento civil que registra nuestra historia.
Yo, Juan Prim
Ed. Planeta 1989
Yo, Juan Prim es una lograda interiorización en torno a la novelesca existencia del general don Juan Prim y Prat. El estadista que, de no haber sido asesinado, habría sacado a España del oscurantismo y el atraso en que se hallaba durante la segunda mitad del siglo XIX.
Como documento histórico, el autor recrea en Yo, Juan Prim toda una época llena de sugestión, con los conflictos propios del nacionalismo europeo, la unificación de Italia y Alemania, el nacimiento del maquinismo y la crisis por la que atraviesan los Estados Pontificios.
Escrita en primera persona, la novela recrea la difícil infancia del protagonista en Reus, donde nació; evoca su época de voluntario en el ejército cristino y defensor de la reina niña, doña Isabel II, a cuyo destronamiento contribuiría sin embargo en la revolución de 1868 junto con Serrano y Topete; da detallada cuenta del Prim conspirador, del héroe de Castillejos, del de las lejanas aventuras en Turquía y México, del estadista que, vacante el trono español, consiguió la coronación de Amadeo I de Saboya, a quien no llegó a conocer personalmente. Iluminando la interiorización, se hace referencia a la vida familiar del conde de Reus y marqués de Castillejos, al mundo íntimo de sus recuerdos, que le acompañarán hasta el lecho de muerte. En este claroscuro es donde se moverá la galería de notables de la época: Cánovas, Pío IX, Napoleón III, Garibaldi, Pi y Maragll, la reina Isabel y su hijo, el futuro Alfonso XII, el siniestro Paúl y Angulo.
El relato de Cristóbal Zaragoza se ciñe a la última semana vivida por el general, desde Nochebuena de 1870 hasta el día de su muerte, ocurrida tres días después del atentado del que fue víctima en la madrileña calle del Turco. Crimen oscuro, como suelen ser los magnicidios, que los tribunales de justicia no lograron esclarecer, aunque sí lo hizo el tribunal de la Historia.
El presidente
Ed. Plaza y Janés 1987
El Presidente es la biografía novelada de don Niceto Alcalá Zamora, primer Presidente de la II República Española. Tal como está concebida y desarrollada, esta obra no responde al relato tradicional de la vida del personaje en sentido lineal; es decir, desde su nacimiento a la muerte, o de una a otra época determinada de su existencia. Se trata de un complejo artificio literario en el que juegan a la par el biografiado y el motivador de los recuerdos de aquel, es decir, el autor de la ficción. Quien, por otra parte, informa a su personaje sobre el estado político y social en que se encuentra España medio siglo después de nuestra última guerra civil. Ahora empieza a hablarse de federalismo, concepto político ligado ab origine al estado republicano, no sobra recordar la suerte de nuestra última República, centralista y burguesa. Y con ella, la del presidente Alcalá Zamora, el gran ignorado, el político sobre el que pesa la gran losa del silencio con que unos y otros cubrieron su nombre y su extraordinaria personalidad.
El deseo de rescatar la memoria histórica y el perfil humano de don Niceto, ha animado a Cristóbal Zaragoza a viajar por Francia y por España en busca de las huellas del olvidado Presidente. Habló con su hija mayor, doña Purificación; conversó con su yerno, el coronel de la Guardia Civil en situación de retiro don José Navarro, y, sobre la base de las Memorias del propio Presidente, ha construido una novela que, por su originalidad y la complejidad de su estilo narrativo, lo acreditan como uno de los mejores fabuladores de la literatura española.
A raíz de la publicación de este libro el autor estableció contacto con la familia directa de Alcalá Zamora. Durante un tiempo, el autor realizaba sus viajes con el viejo Mercedes del Presidente.
Pájaros de cuento (Primera versión escrita en Villajoyosa, sobre el año 1960).
Ed. Seuba, 1993
Este volumen recoge una serie de cuentos protagonizados por “pájaros” de costumbres singulares. Por sus páginas desfilan, vuelan o parlotean al humano modo, desde el cuco burlón y aprovechado hasta la golondrina de mar enamorada de un imposible pez, pasando por la versallesca abubilla, el aristocrático vencejo o el laborioso picamaderos. Entre el drama y la ironía, burla burlando, el autor humaniza las avecillas y escribe unos relatos que participan del tradicional apólogo, obviamente modernizado. Está el abejaruco, el risible estornino, el pícaro gorrión y el romántico ruiseñor, entre otros; todos, sin duda, pajarillos nacidos para protagonizar cuentos, del mismo modo que, entre los humanos, hay quien ha nacido para “pájaro de cuenta”. La naturaleza, siempre se dijo, es sabia.
Resalta la anécdota argumental, la sencillez de estilo y la ternura empleada por Cristóbal Zaragoza. Lo cual no excluye la originalidad de la imagen y, en ocasiones, la audacia con que la resuelve. Libro de gran valor documental, se trata de la última versión de un manuscrito que fue inicialmente escrito a principios de los años sesenta, una de las primeras obras del autor.
Del color del viento
Ed. Planeta, 1982
El autor demuestra aquí, una vez más, su condición de gran novelista al ofrecernos una sugestiva historia desarrollada en México. En estas páginas podemos acercarnos a la problemática de este tremendo y subyugante país, con sus crisis económicas, la peculiaridad de su sistema democrático y la corrupción que afecta a múltiples sectores. Fruto de un viaje por tierras mexicanas, sus grandes dotes de observados unidas a una sensibilidad especial que hace que se sienta atraído instintivamente por el mundo político y las desigualdades sociales, arrastraron a Cristóbal Zaragoza a escribir esta hermosa novela. Esta obra es, en esencia, un homenaje al pueblo mexicano, así como una valiente denuncia de los diversos males que lo aquejan.
Al fin, la libertad (un parado en el “top-less”)
Ed. Plaza y Janés, 1986, Premio Internacional de Novela
En Al fin, la libertad (Un parado en el “top-less”), el autor busca la creación de un arquetipo literario que refleje al hombre visceralmente bueno, generoso, solidario del caído, un ser de arraigadas convicciones morales. Estamos, pues, ante un personaje singular, entrado en años, que se olvida de sí mismo y al final de su vida, pobre y sin trabajo, acepta sin el menor escrúpulo un trabajo en cierta sala top-less. Un suceso insospechado proyecta a Ortiz de la Bonafé hasta elevarlo a las cimas más altas de la popularidad: los milagros de la tele y los medios de comunicación.
La acción se sitúa en la Valencia actual a lo largo de una Semana Santa, con la ciudad vacía. El protagonista, Ortiz de la Bonafé, vive su propia pasión de desahuciado, con una hija y la mujer, a través de una serie de peripecias en cierto modo paralelas a la Pasión de Cristo. La aplastante lógica de personaje tan desconcertante, su conducta, serán causa de que al fin encuentre su libertad, lo único que conserva. No sin antes producirse su enfrentamiento con los poderes públicos y la iglesia.
Ironía, ternura, humor, la reflexión justa en el momento preciso y la vivacidad del diálogo, son los principales ingredientes de este nuevo relato de Cristóbal Zaragoza, servido por un estilo sobrio, de depurada economía verbal.
Los domingos vacíos
Ed. Planeta, 1977
¿Cómo reaccionó el pueblo español en la zona republicana ante la inminencia de la derrota? ¿Qué pensaban de la paz que se avecinaba el huérfano refugiado, el sacristán que escondió en la buhardilla miedos y bellaquerías, el enterrador del pueblo, la perseguida señora de orden que mataba el hambre y el pánico confeccionando su lista negra particular? “Los domingos vacíos” responde a muchas de estas preguntas, que raras veces se formula el historiador y que, sin embargo, son historia viva.
Entre el esperpento y la visión solanesca de unos determinados hechos que se producen en un pueblo alicantino el último domingo de guerra, “Los domingos vacíos” presenta un fresco de personajes netamente humanos, de situaciones intensamente dramáticas, a veces decantadas hacia el lado bufo de la vida. Todo ello da la medida de la forma de pensar de aquellos españoles enzarzados en el conflicto sin saber cómo ni por qué. La obra, en la que quizá sus principales ingredientes sean la intriga novelesca y el desgarro de la narración puesta a su servicio, es sin duda de lo más granado en la copiosa producción de Cristóbal Zaragoza.
Y Dios en la última playa
Ed. Planeta, 1981, Premio Planeta
Un joven que pertenece a un comando terrorista vasco se ve envuelto en circunstancias muy dramáticas que dan un giro inesperado a su vida, y la novela que protagoniza, sin dejar de ser en ningún momento un relato de acción trepidante y un espejo de nuestra historia actual, apunta hacia la reflexión que nos concierne a todos. El autor ha ido a buscar el tema de su libro en unos e los aspectos más dolorosos de la España de hoy, y ha transformado esta cuestión palpitante de la violencia y de la muerte que tiene en vilo al país entero en una extraordinaria novela que es mucho más que un reportaje o una crónica: una síntesis humana de conflictos que parecen irresolubles, presentada con una indiscutible maestría que hace de esta obra uno de los testimonios más apasionantes de la vida española de este momento.
Generaciones I (España estrena constitución)
Ed. Plaza y Janés, 1979
Generaciones es la novela del último medio siglo de la vida española. Protagonista de es extenso relato es nuestra sociedad. Con sus ideas y su evolución. Con la lucha ideológica que vienen sosteniendo las generaciones que se suceden a lo largo de estos cincuenta años. Lucha que, en ocasiones, como en nuestra guerra civil, manchó de sangre manos y conciencias y perpetuó durante años el rencor, cuando no el odio, en el seno de las familias.
Formando dos planos que convergen al final de relato, Generaciones es por otra parte un trasunto fiel de español al tránsito a la democracia. Desde las jubilosas manifestaciones que llenaron nuestras calles en los primeros días hasta el desencanto de los últimos tiempos, pasando por los momentos cruciales, como el enigma de la “Operación Galaxia” y el referéndum constitucional. Todo ello urdido en el complejo cañamazo de una intrigante trama novelesca que tiene como fondo toda la carga de pasiones, de ilusiones, dudas y fracasos que conlleva el vivir.
Novela realista de corte clásico, Generaciones contiene los mejores ingredientes del género: la calidad human busca de los personajes, la reflexión precisa, el dominio de la técnica descriptiva y del diálogo. Pero Generaciones es algo más que todo esto. Porque en esta elaborada novela el autor recrea minuciosamente la realidad, sin suplantarla, al mismo tiempo que profundiza en al conciencia de los personajes en busca de los demonios familiares. Los que tantas veces nos han llevado al desastre, precisamente cuando más despejado se veía el horizonte de nuestra convivencia. Generaciones es, en suma, una obra indispensable en nuestra biblioteca y un clásico ya de la literatura española.
Generaciones II (Del golpe al cambio)
Ed. Plaza y Janés, 1988
Generaciones II se presenta con el epígrafe Del golpe al cambio por abarcar el período comprendido entre el 23-F de 1981, fecha del asalto al Congreso, y el final de 1982, poco después del triunfo de los socialistas en las urnas.
Siguiendo la estructura formal de Generaciones I –dos planos narrativos que convergen al final de la obra-, y con los mismos protagonistas –el clan de los Acosta-, el hilo argumental se prolonga y discurre a lo largo de la época más tensa de la transición, la de las grandes incógnitas. ¿Qué pretende la ETA? ¿Qué ven de malo las autonomías en la LOAPA? ¿Cuándo y por qué empieza el safari contra Ruiz Mateos? ¿Qué ocurrió en realidad la tarde del 23-F? ¿Fue equitativo el fallo del Tribunal de Justicia Militar? Preguntas, a las que buena parte de la sociedad española sigue sin encontrar respuestas convincentes.
Pero Generaciones II es algo más que la anécdota histórica observada por el novelista desde la perspectiva que da el tiempo. En la obra se profundiza en varias cuestiones, en especial en el origen del auténtico cambio de la sociedad, un cambio que se gesta en la conciencia del español y se exterioriza en la calle, en los hogares, en los lugares de moda de Madrid y que configurará las nuevas generaciones.
Entre la crónica histórica y el relato novelesco, los personajes de Generaciones II avanzan al compás del tiempo por los difíciles años de la transición, desde la época del Isidoro de Suresnes, capaz de encantar con su mensaje ético a todo un pueblo, hasta el Felipe que gana las elecciones después de desmarxistizar y desobrerizar a su partido, el PSOE.
El libro del engaño a los ojos
Ed. Instituto Alicantino de Cultura Juan Gil-Albert, 2006.
En esta novela póstuma, Cristóbal Zaragoza nos refleja el infierno del escritor, contada por Ginés Bullón, “el más necio de los aprendices de este ingrato oficio de escritor, quien se manifiesta devotísimo de don Miguel de Cerbantes, quien le sirve de secretario así como de mozo de campo y plaza desde la muerte de Sancho, y de cuyas desdichas es seguidor desde que hubiera conocimiento de él, en el lugarejo de Esquivias”. Una obra que el autor escribió diez años antes de su muerte, y que es un homenaje al más insigne y vilipendiado de nuestros escritores, así como una denuncia de la envidia, la maledicencia, el odio que rodea hasta la extenuación, como un lazo inexorable, el ingenio del creador. Al escribirla, sin saberlo, C. Zaragoza se dirigía al mismo abismo, al mismo despeñadero que irremediablemente se repite a través de la historia de la literatura, abocado por unos enemigos que, viviendo en el cenagal de la mediocridad y del rencor, nunca le perdonaron su libertad, su independencia y sobre todo su gran calidad. Todo un presagio de los últimos años que le tocó vivir, esta novela, transcurrido el tiempo, será no sólo un sincero homenaje a don Miguel de Cervantes, si no, además, y con todo merecimiento, un homenaje a sí mismo. El lenguaje que utiliza el autor presenta una doble dimensión, que corresponde a los dos tiempos en que se mueve el protagonista: un castellano antiguo, culto, muy elaborado, con referencias históricas, con citas y refranes clásicos que nos trasladan irremisiblemente a la época de Cervantes; y un lenguaje actual, espontáneo, vivo, rápido, a veces amoral, propio de la desgraciada época en que le tocó vivir. Una novela, en resumen, dedicada a todo amante de la literatura, y sobre todo para aquellos que aspiren a escribir, porque en ella encontrarán muchas y muy buenas razones para seguir adelante sin esperar nunca el reconocimiento de sus contemporáneos. A esas generaciones futuras dedicó C. Zaragoza esta hermosa novela.
Generaciones III
Ed. Carena, 2013.
La amistad de Alejandro Acosta y Juan de Dios se fragua ante el cadáver de un amigo en común. Este hecho azaroso sirve de arranque a la última parte de la trilogía iniciada en 1979. La historia de esta tercera parte comienza en la Barcelona olímpica de 1992, y transcurre en un manicomio, lugar al que van a vivir voluntariamente nuestros dos protagonistas. Desde ese lugar -que no es un manicomio al uso- se inicia esta fábula de fábulas. En un primer momento, dada su opuesta ideología, la vida en común no parece fácil para nuestros dos personajes. Superan las discrepancias iniciales dándose a juegos metaliterarios, gracias a su gran memoria y portentosa erudición. A sus fabulosos conocimientos y a la profunda huella ideólogica que ha marcado sus vidas, se une una larga experiencia vital, permitiéndoles diseccionar la realidad sin temblarles la mano ni taparse la narices, por muy nauseabunda y cruda que ésta sea. El autor, gran conocedor de la historia de España, ingenia una fábula que no lo es tanto, dado lo premonitoro de unos acontecimientos que -como si de una terrible maldición se tratara-, nos han de perseguir hasta el día de hoy. Contento por abrir los ojos a las generaciones venideras, Cristóbal Zaragoza aprovecha la edición de este volumen para regalar a los lectores cuatro novelas más, sin ocultar que lo hace para escarnio de quienes tanto lo hostigaron en vida.